# Hørvævsmuseet på Krengerup
Hørvævsmuseet på Krengerup eller blot Hørvævsmuseet er et museum med fokus på hør, hørproduktion og hørvævning. Det er indrettet i en tidligere kostald på hovedgården Krengerup omkring 3 km fra Glamsbjerg i Assens Kommune på Fyn.
Det er et arbejdende museum, hvor en gruppe på omkring 80 frivillige demonstrerer de forskellige teknikker og håndværk, som er forbundet med forarbejdning af hør. Museet driver desuden café, butik, skoletjeneste, aftenskole, ligesom museet også dyrker egen spindehør til brug i formidlingen af forarbejdning af hør fra strå til færdigvævet tekstil.
Museet blev etableret i 1993-1995, da den tidligere direktør Kurt Reindels donerede maskinvævene med tilbehør fra det ophørte Tommerup Væveri.
I forbindelse med museets 25-års jubilæum i 1994 havde man en udstilling den danske tekstilkunstner Jette Nevers.